# マヌエル・デル・モラル
マヌエル・デル・モラル・フェルナンデス（Manuel del Moral Fernández, 1984年2月25日 - ）は、スペイン・アンダルシア州ハエン出身のサッカー選手。ポジションはFW、MF。左サイドハーフを得意とするが、右サイドハーフやセカンドストライカーとしてもプレーできる。

## 経歴

### アトレティコ・マドリード
地元のレアル・ハエンでプレーしていたが、その後アトレティコ・マドリードの下部組織に移った。2003年夏にはセグンダ・ディビシオン（2部）のレクレアティーボ・ウェルバにレンタル移籍し、2003-04シーズンは5試合に出場して1得点を挙げただけだったが、2004-05シーズンは28試合に出場して3得点を挙げた。2005年にアトレティコ・マドリードに復帰し、2005-06シーズンもBチームに登録されたが、トップチームで5試合に出場した。

### ヘタフェCF
2006年夏、マドリード近郊に本拠地を置くヘタフェCFに移籍した。10月22日のレクレアティーボ戦(2-1)ではキャリアを通じてプリメーラ・ディビシオン（1部）初得点を挙げ、2006-07シーズンはダニエル・グイサに次いでチーム2位となる8得点を挙げた。2007-08シーズンはフアン・アンヘル・アルビンと並んでチームトップの7得点を挙げ、UEFAカップでは準々決勝進出に貢献した。2008年夏にロベルト・ソルダードが加入し、デル・モラルはソルダードの控えに降格した。主にウイングのポジションであったが、2008-09シーズンはリーグ戦29試合に出場し、5得点を挙げている。2010年1月24日のアトレティコ戦(1-0)では古巣相手に決勝点を奪い、チーム初となるアトレティコに対してのホームゲームの勝利を挙げた。2011年3月14日、アスレティック・ビルバオ戦では25分間に3度ゴールネットを揺らしている。2点は相手ゴールに決めたものであるが、1点はオウンゴールであり、この試合は2-2の引き分けに終わった。

### セビージャFC
2011年5月23日、セビージャFCと5年契約を結んだ。違約金は2000万ユーロに設定された。2015年8月27日、セグンダ・ディビシオンのレアル・バリャドリードに移籍した。

## 所属クラブ
- 2002-2006  アトレティコ・マドリードB

2003-2005 → レクレアティーボ・ウエルバ (Loan)
- 2005-2006  アトレティコ・マドリード
- 2006-2011  ヘタフェCF
- 2011-2015  セビージャFC

2013-2014 → エルチェCF (Loan)
2014-2015 → SDエイバル (Loan)
2015-2016  レアル・バリャドリード (Loan)
- 2016-  CDヌマンシア

## 個人成績
2011年4月17日時点
| クラブ                     | シーズン | 国内リーグ | 国内リーグ | 国内カップ | 国内カップ | 欧州カップ | 欧州カップ | 通算 | 通算 |
| クラブ                     | シーズン | 出場       | 得点       | 出場       | 得点       | 出場       | 得点       | 出場 | 得点 |
| -------------------------- | -------- | ---------- | ---------- | ---------- | ---------- | ---------- | ---------- | ---- | ---- |
| アトレティコ・マドリードB  | 2002–03  | 36         | 3          | —          | —          | —          | —          | 36   | 3    |
| アトレティコ・マドリードB  | 2003–04  | 14         | 1          | —          | —          | —          | —          | 14   | 1    |
| アトレティコ・マドリードB  | 通算     | 50         | 4          | —          | —          | —          | —          | 50   | 4    |
| レクレアティーボ・ウエルバ | 2003–04  | 5          | 1          | —          | —          | —          | —          | 5    | 1    |
| レクレアティーボ・ウエルバ | 2004–05  | 28         | 3          | 4          | 0          | —          | —          | 32   | 3    |
| レクレアティーボ・ウエルバ | 通算     | 33         | 4          | 4          | 0          | 0          | 0          | 37   | 4    |
| アトレティコ・マドリード   | 2005–06  | 5          | 0          | 0          | 0          | —          | —          | 5    | 0    |
| アトレティコ・マドリード   | 通算     | 5          | 0          | 0          | 0          | —          | —          | 5    | 0    |
| ヘタフェCF                 | 2006–07  | 29         | 8          | 6          | 0          | —          | —          | 35   | 8    |
| ヘタフェCF                 | 2007–08  | 34         | 7          | 5          | 1          | 7          | 0          | 46   | 8    |
| ヘタフェCF                 | 2008–09  | 29         | 5          | 1          | 0          | —          | —          | 39   | 8    |
| ヘタフェCF                 | 2009–10  | 36         | 8          | 8          | 1          | —          | —          | 44   | 9    |
| ヘタフェCF                 | 2010–11  | 28         | 9          | 2          | 0          | 5          | 0          | 35   | 9    |
| ヘタフェCF                 | 通算     | 156        | 37         | 22         | 2          | 12         | 0          | 190  | 39   |
| 通算                       | 通算     | 244        | 45         | 26         | 2          | 12         | 0          | 282  | 47   |

## タイトル

### 代表
U-23スペイン代表
- 地中海競技大会 : 2005